# Eierschalenware
Als Eierschalenware bezeichnet man Tongefäße aus der kretisch-minoischen Antike (besonders aus der ersten Palastzeit (Mittelminoikum) zwischen 2000 und 1700 v. Chr.), die im Kamares-Stil verziert sind und sich durch eine besonders dünne Wandung auszeichnen. Meist handelt es sich dabei um einhenkelige Schalen.
Zahlreiche Eierschalenwaren sind im Archäologischen Museum in Iraklio auf Kreta ausgestellt.